# Теологічна семінарія Талбот
Теологічна семінарія Талбот — євангельська християнська теологічна семінарія, розташована поблизу Лос-Анджелеса. Талбот є однією з дев'яти шкіл, які входять до складу Університету Біола, розташованого в Ла-Мірада, Каліфорнія. Талбот є неконфесійним навчальним закладом, який відомий своїми консервативними теологічними позиціями, зокрема своєю історичною прихильністю до непогрішності Біблії.

## Історія
У 1952 році, протягом останнього року свого другого терміну президентства Біоли, Луї Талбот працював над створенням повністю акредитованої теологічної семінарії. Першим деканом семінарії був Чарльз Л. Файнберг, який разом зі своїми колегами одноголосно проголосував за те, щоб назвати семінарію «Тальботська теологічна семінарія». У 1981 році назву семінарії було змінено на «Тальботська теологічна школа», коли статус Біоли було змінено з коледжу на університет.
Талбот відомий своєю консервативною теологією, особливо пов'язаною з доктриною біблійної непогрішності та передміленіальною есхатологією.

## Академіки
Талбот вперше отримав акредитацію у 1978 році Асоціацією теологічних шкіл у Сполучених Штатах і Канаді. Талбот має понад 1200 студентів, 70 штатних викладачів, 50 викладачів неповний робочий день, і пропонує шість ступенів магістра та три докторські ступені. Клінтон Е. Арнольд — шостий і нинішній декан Талботу, який працює з 2012 року.

## Видатні випускники
- Ніл Т. Андерсон — засновник свободи у служінні Христа, автор бестселерів, відомий спікер конференції.
- Кентон Бешор — старший пастор церкви Маринерс в Ірвайні, Каліфорнія, наразі 17-та за величиною церква в Сполучених Штатах і друга за величиною в Каліфорнії.
- Майкл Чанг — колишній професійний тенісист зі Сполучених Штатів.
- Клайд Кук — колишній президент Університету Біола.
- Ф. Девід Фарнелл — колишній професор Нового Завіту в Майстерській семінарії та директор Центру церковного керівництва Redeemer.
- Р. Кент Хьюз — редактор і співавтор, серія коментарів «Проповідуючи Слово», почесний старший пастор, Церква коледжу, Вітон, Іллінойс.
- Грег Кукл — християнський оратор, ведучий радіоток-шоу, апологет і президент служінь Stand to Reason.
- Енді Лакі — продюсер серіалу «Черепашки-ніндзя» 80-х і 90-х років і «Пригоди з Книги чеснот».
- Джон Ф. МакАртур — євангельський письменник, пастор і канцлер Магістерського університету та Магістерської семінарії.
- Джош МакДауелл — християнський письменник і пастор.
- Френк Пастор — християнський радіоведучий Шоу Пастора Френка, KKLA 99,5 FM.
- Денні Ямасіро — капелан Массачусетського технологічного інституту, дослідник американських президентів і дитячих травм, ведучий медіа- ток-шоу.
- Девід Алан Блек — професор Нового Завіту та грецької мови в Південно-Східній баптистській теологічній семінарії.
- Марк Л. Штраус — професор Нового Заповіту в Семінарії Бетел Сан-Дієго.

## Відомі викладачі
- Клінтон Е. Арнольд — Телбот Дін, колишній президент Євангельського теологічного товариства.
- Вільям Лейн Крейґ — професор-дослідник філософії, письменник і християнський апологет.
- Майкл Дж. Вілкінс — видатний професор мови та літератури Нового Завіту, письменник і викладач.
- Дж. П. Морленд — заслужений професор філософії, письменник і викладач.
- Скотт Б. Рей — декан факультету, професор християнської етики, колишній президент Євангельського теологічного товариства.
- Роберт Л. Сосі — видатний професор систематичної теології, автор і колишній президент Євангельського теологічного товариства.
- Грегорі Ганссле — професор філософії, лектор, автор, колишній старший науковий співробітник і викладач Інституту Рівенделла Єльського університету, Дуглас Гейветт — професор філософії, викладач, автор і колишній завідувач кафедри філософії Талбота, колишній президент Євангельського філософського товариства.

## Новий комплекс Талбот
Проєкт Будування комплексу Талбот — це проєкт вартістю 55,4 мільйона доларів, який проходитиме у два етапи протягом кількох років. До завершення першої фази чинні заклади Талбот, які були розраховані на 300 аспірантів, обслуговували 1000 студентів у переповнених умовах. Коли будівництво буде завершено, будівлі будуть спроєктовані таким чином, щоб утворити семінарію «кампус у кампусі».
Перший етап додав нову будівлю площею 2 844,4 квадратного метра поруч із Фейнберг-Холлом під назвою Талбот Іст. Цей проєкт вартістю 21,4 мільйона доларів США додав 7 аудиторій, 31 академічний офіс, а також кімнату для засідань викладачів, молитовну каплицю, дві конференц-зали та докторську кімнату семінарії. 20 травня 2010 року офіційні представники Біоли провели церемонію закладки першої фази, і її офіційно відкрили 14 жовтня 2011 року.
На другому етапі буде знесено Майерс-Холл, якому майже 50 років, і замінено його сучасною будівлею площею 5 369,6 квадратного метра, що забезпечить 17 класних кімнат, 53 академічні офіси, теологічний читальний зал, студентську вітальню/кафе, кімнату відпочинку. Сади на даху допоможуть зменшити кількість енергії, необхідної для обігріву та охолодження будівлі. На другому етапі також буде реконструйовано перший поверх Фейнберг-Холл для розміщення Інституту духовного формування.